# Халид Буларуз
Халид Буларуз (на френски: Khalid Boulahrouz, на арабски خالد بُلحروز) е холандски футболист, защитник от марокански произход. Започва професионалната си кариера през 2001 г. в холандския РКК Валвейк. През 2004 г. преминава в германския Хамбургер ШФ. През 2006 г. играе в английския ФК Челси. От лятото на 2007 г. е играч на испанския ФК Севиля. През 2008 г. преминава в немския ФФБ Щутгарт. През 2004 г. дебютира за националния отбор на Холандия.